# Alexandre Couillon
Alexandre Couillon, né le 9 décembre 1975 à Dakar (Sénégal),, est un chef cuisinier français établi en Vendée.
Avec son épouse Céline, il est chef du restaurant La Marine à Noirmoutier, qui a obtenu trois étoiles au Guide Michelin depuis mars 2023. 

## Parcours
Les parents d'Alexandre Couillon sont tous deux natifs de l'île de Noirmoutier, son père pêcheur à la crevette et sa mère couturière. Ils partent vivre au Sénégal où naissent Alexandre et son frère, et où Alexandre vit jusqu'à ses sept ans. La famille revient ensuite en France et les parents d'Alexandre se reconvertissent dans la restauration en achetant un café-restaurant, la Table d'Élise, à Noirmoutier-en-l'Île, face au port. L'exploitation de l'établissement est difficile et Alexandre Couillon est élevé en partie par ses grands-parents. Après quelques années, les parents mettent l'établissement en gérance et repartent en Afrique, tandis qu'Alexandre rejoint une famille d'accueil dans les Pyrénées-Atlantique. 
Élève turbulent, il est renvoyé du collège et suit de 1991 à 1993 un CAP au lycée hôtelier Les Sorbets à Noirmoutier où, à 16 ans, il rencontre sa future épouse Céline. En 1995, il suit une formation professionnelle au CIFAM de Saint-Luce-sur-Loire et travaille en alternance chez Michel Fornareso au Rossini, à La Baule, où il apprend énormément, notamment la rigueur et l'ouverture d'esprit. En 1996, il travaille avec Georges Paineau à Questembert, puis, après son service national, avec Michel Guérard à Eugénie-les-bains en 1998. Il se forme également auprès de Thierry Marx à Cordeillan-Bagès et Pierre Lecoutre à l'Atlantide.
En 1999, à 23 ans, sur la proposition de ses parents,, il reprend avec son épouse le restaurant saisonnier de ses parents, la Table d'Élise, à Noirmoutier, qu'ils rebaptisent La Marine. Les débuts sont difficiles et la clientèle rare, mais la situation connaît un début d'amélioration après qu'une pleine page lui est dédiée dans le Point titrée « le petit prince de son île ».
En 2002, il entre au Guide Michelin avec un Bib gourmand. En 2007, il obtient une étoile Michelin qui lui apporte une clientèle suffisante pour pérenniser son activité. L'année suivante, il achète l'immeuble voisin du restaurant, y déménage La Marine, et reconvertit l'établissement de ses parents en bistrot, rebaptisé la Table d'Élise.
Il obtient ensuite une seconde étoile en 2013 pour La Marine.
En 2016, la série documentaire de Netflix Chef's Table: France consacre un épisode à Alexandre Couillon et à son parcours, ce qui lui donne un début de reconnaissance internationale.
La même année, il se blesse gravement à une main lors d'une chute, se fracturant tous les os, et en recouvre miraculeusement l'usage à 90%.
En 2017, il est nommé « chef de l'année » par le guide Gault et Millau après avoir été nommé «grand chef de demain» par le guide en 2008.
En 2019, il intègre les 180 meilleures tables du monde,.
Connu pour sa maîtrise du poisson, il fut l'un des premiers à utiliser la technique ikejime en France, notamment grâce à un voyage au Japon aux côtés du chef Toru Okuda.
En mars 2023, il obtient sa troisième étoile au Guide Michelin.